# Рабакский сельсовет
Рабакский сельсове́т (баш. Атлығас ауыл советы) — упразднённая в 2008 году административно-территориальная единица и сельское поселение (тип муниципального образования) в составе Янаульского района Башкортостана. Объединён с сельским поселением Сандугачевский сельсовет. Административный центр — село Рабак.

## Состав
Село Рабак.

## История
В 1989 году село Рабак выделилось в отдельный Рабакский сельсовет.
В 2008 году произошло объединение Рабакского и Сандугачевского сельсоветов с сохранением наименования «Сандугачевский» (Закон Республики Башкортостан от 19.11.2008 N 49-з «Об изменениях в административно-территориальном устройстве Республики Башкортостан в связи с объединением отдельных сельсоветов и передачей населённых пунктов»).